# Петро Єрусалимський
Петро Єрусалимський (дав.-гр. Πέτρος Ιεροσολύμων дав.-гр. Πέτρος Ιεροσολύμων, лат. Petrus Hierosolymitanus) - патріарх Єрусалимський з 524 року до своєї смерті в 544 або 552 році. Його патріаршество відзначено конфліктами з монофізитами та оригеністами.
Біографія Петра до зайняття ним патріаршої кафедри не відома. В 524 він став наступником патріарха Іоана III. Можливо, Петро був першим, кого офіційно називали "патріархом Єрусалимським". У 530 році за розпорядженням Петра Єрусалимського відомий монах Сава Освячений вирушив до Константинополя, щоб відповісти на звинувачення, висунуті проти палестинського чернецтва. Ця місія завершилася успіхом, і Сава домігся також допомоги від імператора Юстиніана I для відновлення церков, зруйнованих в ході незадовго до цього повстання, що сталося, самаритян.
Після того, як 2 травня 536 року в Константинополі був проведений собор проти звинувачених у монофізитстві єпископів Севіра Антіохійського, Анфима Константинопольського, Петра Апамейського і сирійського ченця Зоори, 19 вересня того ж року Петро провів аналогічний собор в Єрусалимі. У 530-х роках у Палестині стали сильні позиції оригеністів. Не відомо точно, чи належав патріарх Петро до їх числа, але едикт Юстиніана I проти оригеністів 543 року не був спрямований персонально проти нього. Проте Петро відмовився підписати цей документ, оскільки підозрював у ньому засудження Халкедонського собору. Викликаний до столиці, під тиском імператора він змушений був поставити свій підпис. Згідно з розповіддю Кирила Скіфополіського, чиє житіє Сави Освяченого є основним джерелом відомостей про життя патріарха, тоді ж під впливом оригеніста Феодора Аскиды  до Петра були приставлені два синкели, щоб шпигувати за ним. Після смерті Петра в 552 радикальні оригеністи змогли домогтися обрання патріархом свого однодумця Макарія . Існує також версія, що смерть Петра настала в 544 році.
Петро був автором принаймні кількох гомілій. На думку бельгійського історика Мішеля ван Есбрука, який досліджував їх, вони свідчать про симпатії Петра до оригенізму, а точніше до його протоктистського напрямку. З цим поглядом не згоден німецький богослов Алоїз Грилльмайер, на думку якого погляди Петра не є оригеністськими, оскільки Петро писав про те, що суб'єктом втілення був не передбачуваний нус Христа, а Логос, тобто друга особа Трійці.